# 6899 Nancychabot
A 6899 Nancychabot (ideiglenes jelöléssel 1988 RP10) a Naprendszer kisbolygóövében található aszteroida. Schelte J. Bus fedezte fel 1988. szeptember 14-én.